# Benjaman Kyle

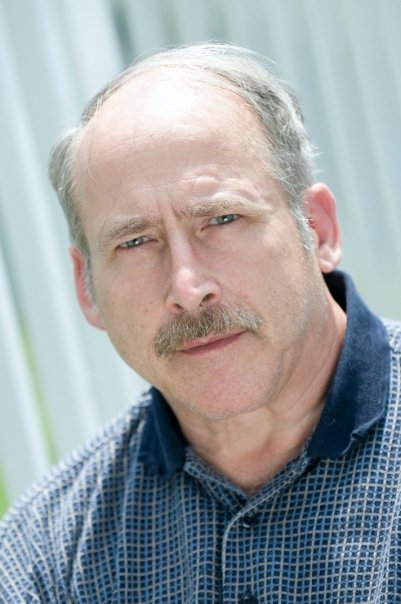
Benjaman Kyle in 2010

Benjaman Kyle is het pseudoniem van een man met retrograde dissociatieve amnesie van wie de identiteit pas in 2015 bepaald werd. Kyle werd bewusteloos gevonden op 31 augustus 2004 in Richmond Hill in de Amerikaanse staat Georgia. Zijn leeftijd wordt geschat tussen de vijfenvijftig en vijfenzestig jaar. Kyle staat officieel geregistreerd als vermist persoon, terwijl bekend is waar hij woont. Aangezien hij geen Amerikaans sofinummer heeft, mag hij officieel niet werken. Kyle woont in Jacksonville, een stad in het noorden van Florida.

## Uiterlijk
Kyle is een blanke man van ongeveer zestig jaar. Hij is 1.80 meter groot en weegt 110 kilo. Hij heeft grijze haren met een teruglopende haargrens. Zijn ogen zijn blauw-groen. Hij heeft littekens op zijn linkerelleboog als gevolg van een operatie voor een gebroken arm; littekens aan de voorkant van zijn hals door een operatie aan zijn stembanden en een klein litteken op zijn linkerwang (waarschijnlijk als gevolg van een tandoperatie). Kyle heeft geen tatoeages of piercings. Hij mist vier boventanden. Hij is gezond en draagt geen sporen van verslaving of chronische ziekte.

## De zaak
Tussen vijf en zes uur 's ochtends op 31 augustus 2004 vond het personeel van een Burger King aan de Interstate 95 in Richmond Hill een naakte en bewusteloze man bij de vuilnisbakken van het restaurant. Zijn huid was verbrand door de zon en hij had beten van rode mieren over zijn lichaam. Ook was hij verblind door de lange blootstelling aan de zon. Het personeel van de Burger King belde de politie, die hem als zwerver bestempelde en hem naar het ziekenhuis bracht. Tijdens Kyles ondervraging in het ziekenhuis kon hij zich niet herinneren hoe hij achter het fastfoodrestaurant verzeild was geraakt; nog veel erger was dat hij zich helemaal niet kon herinneren wie hij was. Hij had geen kleren, portemonnee of mobiele telefoon om zich te identificeren. De politie ging niet uit van een misdrijf, maar Kyle zelf geloofde dat hij beroofd was. Later bleek uit het rapport van het ziekenhuispersoneel dat er drie kleine deuken in de rechterkant van zijn schedel zaten. Misschien is Kyle inderdaad met een stomp voorwerp op zijn hoofd geslagen.
In het ziekenhuis werd de diagnose dissociatieve amnesie gesteld: Kyle kan zich bepaalde dingen (vooral over zichzelf) niet herinneren, terwijl zijn geheugen verder intact is. Hij kan zich zaken en gebeurtenissen uit zijn jeugd herinneren en hij kan nieuwe herinneringen aanmaken. Er is alleen een blinde vlek van zo'n twintig jaar. Kyle koos voor de naam 'Benjaman' (in deze ongebruikelijke spelling) omdat hij gelooft dat dat zijn echte naam is; 'Kyle' is een verzinsel en heeft betrekking op de plaats waar Benjaman gevonden werd: de Burger King. Zijn initialen zijn dus 'B.K.', de initialen van de restaurantketen.
Sommige specifieke data kan Kyle zich goed herinneren, zoals zijn geboortedatum. Hij denkt dat dat 29 augustus 1948 is, 'precies tien jaar voordat Michael Jackson geboren werd.' Verder herinnert hij zich specifieke gebeurtenissen en plaatsen. Vooral de plaatsen Boulder, Denver en Indianapolis zijn hem goed bekend. Een linguïst heeft Kyles accent onderzocht en concludeerde dat hij waarschijnlijk uit de staten Indiana of Oklahoma komt. Kyle denkt dat hij twee of drie broers heeft, maar kan zich van hen niets meer herinneren. Verder denkt hij dat hij in een restaurant werkzaam is geweest, omdat hij veel verstand heeft van keukengerei.

## De zoektocht
De tienjarige zoektocht naar Kyles identiteit heeft pas in 2015 iets opgeleverd. De zoektocht behelst een serie DNA-onderzoeken (onder andere met de databank van de FBI), een grote publiciteit door verschillende media en het naspeuren van verschillende databanken zoals die voor de aanvraag van een rijbewijs en die voor de dienstplicht in de Vietnamoorlog. Zelfs hypnose is geprobeerd. De zoektocht wordt aanzienlijk bemoeilijkt doordat veel gegevens in de Verenigde Staten nog niet gedigitaliseerd zijn.
Een reeks pogingen om Kyles identiteit te achterhalen:
- Het vergelijken van vingerafdrukken van het National Crime Information Center van de FBI
- Het vergelijken van vingerafdrukken met databanken van militair personeel en ambtenaren
- Een Y-DNA-onderzoek door het Center for Human Identification van de  Universiteit van Noord-Texas
- Een Y-DNA-onderzoek naar genetische overeenkomst in Houston, Texas
- Autosomaal DNA-onderzoek in Mountain View, Californië
- Het zoeken in online Y-DNA-databanken als Ybase.org, Ysearch.org, usystrdatabase.org, smgf.org, and DNAAncestry.com
- Het zoeken in mtDNA online databanken als mitosearch.org, EMPOP.org, and smgf.org
- Interviews voor radio en krant
- Krantenartikelen en internetartikelen
- Onderzoek naar gelaatstrekken in de databank voor mensen die in Indiana een rijbewijs hebben aangevraagd sinds 1998
- Onderzoek naar geboorteberichten in Indianapolis rond de tijd van Kyles vermeende geboortedag
- Oproepen op websites voor vermiste personen
- Tips van personen die Kyle menen te herkennen

In juli 2009 werd door het United States Department of Veterans Affairs een zoektocht begonnen naar Kyles oproep om te dienen in Vietnam. Uitgaande van zijn geboortedag en zijn gezondheid zou hij waarschijnlijk opgeroepen zijn. De dienstplicht voor de Vietnamoorlog werd ingesteld op 1 december 1969; Kyle zou een prioriteitsgetal van 61 hebben gehad. Onderzoek door specialisten wees uit dat Kyle waarschijnlijk niet in het Amerikaanse leger gediend heeft. Een zoektocht naar uitzonderingen op de dienstplicht is momenteel bezig.

## Identificatie
In 2015 werd hij via DNA-onderzoek geïdentificeerd als William Burgess Powell.